# Intracelluláris tér
Nem összetévesztendő az intercelluláris, jelentése „sejtek közötti” szóval.
Az intracelluláris tér (latin/görög) a sejtbiológiában használatos szakkifejezés, mely a sejtmembránnal körülhatárolt és a sejt alkotóelemeivel (protoplazmával) kitöltött, sejten belüli térre utal.
Az intracelluláris tér egyértelműen megkülönböztetendő az extracelluláris tértől (sejten kívüli tér). Minden élő sejtet egy kb. 5 nm vastagságú lipid kettős réteg (sejtmembrán) határol, mely ionok és víz számára csak korlátozott mértékben átjárható, így a sejten belüli és kívüli térben lévő szerves és szervetlen anyagok összetétele gyökeresen eltérő lehet. Tipikus példa erre az sejten belüli és kívüli nátrium és kálium koncentrációk különbsége, mely minden földön előforduló sejtes életformára nézve hasonló. A sejt membránjában lévő fehérje (enzim) a Na+/K+-ATPáz működése révén a sejten belüli kálium koncentráció kb. 30-szor magasabb, mint a sejten kívüli kálium koncentráció. Ezzel szemben a sejten belüli nátrium koncentráció kb. 15-ször alacsonyabb, mint a sejten kívüli nátrium koncentráció.